# Trente-deuxième circonscription de la Seine
La Trente-deuxième circonscription de la Seine était l'une des cinquante-cinq circonscriptions législatives que comptait le département français de la Seine, situé en région Île-de-France, de 1958 à 1967.

## Description géographique
La Trente-deuxième circonscription de la Seine était composée de :
- canton de Boulogne-Billancourt[1].

## Description historique et politique

### Historique des députations[2]
| Législature | Début de mandat | Fin de mandat   | Député            | Parti politique | Observations                                                                             |
| ----------- | --------------- | --------------- | ----------------- | --------------- | ---------------------------------------------------------------------------------------- |
| Ire         | 9 décembre 1958 | 9 octobre 1962  | André Roulland    | UNR             | Mandat écourté à la suite d'une dissolution parlementaire décidée par Charles de Gaulle. |
| IIe         | 6 décembre 1962 | 19 février 1965 | Alphonse Le Gallo | SFIO            |                                                                                          |
| IIe         | 19 février 1965 | 2 avril 1967    | Georges Germain   | SFIO            |                                                                                          |

## Historique des élections

### Élections de 1958[2]
| Candidat       | Candidat           | Parti          | Premier tour | Premier tour | Second tour | Second tour |  |
| Candidat       | Candidat           | Parti          | Voix         | %            | Voix        | %           |  |
| -------------- | ------------------ | -------------- | ------------ | ------------ | ----------- | ----------- |  |
|                | Alphonse Le Gallo  | SFIO           | 14 794       | 30,32        | 15 694      | 32,39       |  |
|                | André Roulland élu | UNR            | 12 934       | 26,51        | 21 355      | 44,07       |  |
|                | Roger Boisseau     | PCF            | 11 640       | 23,86        | 11 409      | 23,54       |  |
|                | Hubert Balança     | Modérés        | 4 229        | 8,67         | Retrait     | Retrait     |  |
|                | Roger Bethmond     | CR             | 3 681        | 7,54         | Retrait     | Retrait     |  |
|                | Albert Franchi     | Divers         | 872          | 1,79         |             |             |  |
|                | Jacques Aumaréchal | Divers         | 642          | 1,32         |             |             |  |
|                |                    |                |              |              |             |             |  |
| Inscrits       | Inscrits           | Inscrits       | 62 160       | 100,00       | 62 160      | 100,00      |  |
| Abstentions    | Abstentions        | Abstentions    | 12 393       | 19,94        | 13 235      | 21,29       |  |
| Votants        | Votants            | Votants        | 49 767       | 80,06        | 48 925      | 78,71       |  |
| Blancs et nuls | Blancs et nuls     | Blancs et nuls | 975          | 1,96         | 467         | 0,95        |  |
| Exprimés       | Exprimés           | Exprimés       | 48 792       | 98,04        | 48 458      | 99,05       |  |

Le suppléant d'André Roulland était Marcel Calix.

### Élections de 1962[2]
| Candidat       | Candidat               | Parti          | Premier tour | Premier tour | Second tour | Second tour |  |
| Candidat       | Candidat               | Parti          | Voix         | %            | Voix        | %           |  |
| -------------- | ---------------------- | -------------- | ------------ | ------------ | ----------- | ----------- |  |
|                | André Roulland sortant | UNR-UDT        | 16 996       | 39,85        | 21 276      | 49,38       |  |
|                | Roger Boisseau         | PCF            | 11 759       | 27,57        | Retrait     | Retrait     |  |
|                | Alphonse Le Gallo élu  | SFIO           | 10 535       | 24,7         | 21 812      | 50,62       |  |
|                | Michel Gérard          | CNIP           | 3 355        | 7,87         | Retrait     | Retrait     |  |
|                |                        |                |              |              |             |             |  |
| Inscrits       | Inscrits               | Inscrits       | 62 846       | 100,00       | 62 846      | 100,00      |  |
| Abstentions    | Abstentions            | Abstentions    | 19 515       | 31,05        | 18 286      | 29,1        |  |
| Votants        | Votants                | Votants        | 43 331       | 68,95        | 44 560      | 70,9        |  |
| Blancs et nuls | Blancs et nuls         | Blancs et nuls | 686          | 1,58         | 1 472       | 3,3         |  |
| Exprimés       | Exprimés               | Exprimés       | 42 645       | 98,42        | 43 088      | 96,7        |  |

Le suppléant d'Alphonse Le Gallo était Georges Germain, contrôleur de gestion. Georges Germain remplaça Alphonse Le Gallo, décédé, du 19 février 1965 au 2 avril 1967.